# Rio Gorova (Bârzava)
O Rio Gorova é um rio da Romênia, afluente do Bârzava, localizado no distrito de Caraş-Severin,
Timiş.